# Assiminea succinea
Assiminea succinea är en snäckart som först beskrevs av Ludwig Pfeiffer 1840.  Assiminea succinea ingår i släktet Assiminea och familjen Assimineidae. Inga underarter finns listade i Catalogue of Life.